# Fort Abbas
Fort Abbas ou Pholra (en ourdou : فورٹ عبّاس) est une ville pakistanaise située dans le district de Bahawalnagar, dans la province du Pendjab. Elle est la capitale du tehsil du même nom. La ville est située dans le désert du Cholistan et à une centaine de kilomètres au sud-ouest de Bahawalnagar.
Pholra a été renommé Fort Abbas en 1927 d'après le nom de Muhammad Abbas. Il doit aussi son nom à un ancien fort présent à proximité de la ville.
La population de la ville a été multipliée par plus de cinq entre 1972 et 2017 selon les recensements officiels, passant de 11 687 habitants à 61 665. Entre 1998 et 2017, la croissance annuelle moyenne s'affiche à 3,1 %, bien supérieure à la moyenne nationale de 2,4 %. Selon le recensement de 2023, la population de la ville monte à 83 192 habitants.
|            | 1972 (rec.) | 1981 (rec.) | 1998 (rec.) | 2017 (rec.) | 2023 (rec.) |
| ---------- | ----------- | ----------- | ----------- | ----------- | ----------- |
| Population | 11 687      | 18 760      | 34 637      | 61 665      | 83 192      |